# L'Incantation
Pour plus de détails, voir Fiche technique et Distribution.
L'Incantation (Мольба, Molba) est un film soviétique réalisé par Tenguiz Abouladzé, sorti en 1967.

## Fiche technique
- Titre original : Мольба
- Titre français : L'Incantation[1]
- Réalisation : Tenguiz Abouladzé
- Scénario : Rezo Kvesselava, Tenguiz Abouladzé
- Photographie : Alexandre Antipenko
- Musique : Nodar Gabunia
- Pays d'origine : URSS
- Format : Noir et blanc - 35 mm - Mono
- Genre : drame
- Durée : 77 minutes
- Date de sortie : 1967

## Distribution
- Spartak Bagachvili : Khvtissia
- Roussoudan Kiknadze : Deva
- Ramaz Tchkhikvadze : Matsili
- Tenguiz Artchvadze : Alouda
- Gueidar Palavandichvili : Moutsali
- Otar Megvinetoukhoutsessi : Djokola
- Zourab Kapianidze : Zviadaouri
- Nana Kavtaradze : Liaza
- Gouram Pirtskhalava : Vedreba
- Irakli Outchaneïchvili : Moussa